# Uzech
Uzech ist eine französische Gemeinde mit 201 Einwohnern (Stand 1. Januar 2022) im Département Lot in der Region Okzitanien (bis 2015 Midi-Pyrénées). Sie gehört zum Arrondissement Gourdon und zum Gemeindeverband Quercy-Bouriane. Die Bewohner nennen sich Uzéchais.

## Geografie
Die Gemeinde Uzech liegt in der Kulturlandschaft des Quercy, etwa auf halbem Weg zwischen den Städten Cahors und Gourdon südwestlich des Zentralmassives. Nachbargemeinden von Uzech sind Peyrilles im Norden, Gigouzac und Laval-de-Cère im Osten, Saint-Denis-Catus im Süden, Catus im Südwesten sowie Thédirac im Westen. Zur Gemeinde Uzech gehören die Ortsteile Richard, Laprade, Tounis, Le Banaudi, Roques, Moulès und Monges.
Durch das Gemeindegebiet von Uzech führt ein zwei Kilometer langer Tunnel der Bahnlinie von Orléans nach Montauban.

## Geschichte
Gegründet wurde die Gemeinde 1793 unter dem Namen Uzeils de l’Oules. Über die Schreibweise Uzech-des-Oules kam sie ab 1801 zum bis heute gültigen Namen Uzech.
Die Gemeinde entstand in ihrer heutigen Form 1821 durch die Zusammenlegung von Teilen der Gemeinden Gigouzac, Peyrilles und Saint-Denis-Catus.

### Bevölkerungsentwicklung
| Jahr      | 1962 | 1968 | 1975 | 1982 | 1990 | 1999 | 2006 | 2012 | 2022 |
| Einwohner | 228  | 208  | 207  | 196  | 169  | 196  | 208  | 218  | 201  |

Im Jahr 1876 wurde mit 1010 Bewohnern die bisher höchste Einwohnerzahl ermittelt. Die Zahlen basieren auf den Daten von cassini.ehess.fr und insee.fr.

## Sehenswürdigkeiten
- Kirche Saint-Martin
- Schloss (Château d’Uzech)

## Wirtschaft und Infrastruktur
In Uzech sind 29 Landwirtschaftsbetriebe ansässig (Getreideanbau, Milchviehhaltung, Pferde-, Rinder-, Ziegen-, Schaf- und Geflügelzucht).
Durch Uzech führt die Fernstraße D 12 von Gourdon nach Espère. Zwölf Kilometer südöstlich von Uzech besteht ein Anschluss an die Autoroute A20 von Paris nach Toulouse.

## Belege
1. ↑  Ortsname auf cassini.ehess.fr
2. ↑  Uzech auf cassini.ehess.fr
3. ↑  Uzech auf insee.fr
4. ↑  Landwirtschaftsbetriebe auf annuaire-mairie.fr (französisch)